# 318 (číslo)
Tři sta osmnáct je přirozené číslo, které následuje po čísle tři sta sedmnáct a předchází číslu tři sta devatenáct. Římskými číslicemi se zapisuje CCCXVIII a řeckými číslicemi τιη.

## Matematika
318 je:
- Abundantní číslo
- Nešťastné číslo
- Nepříznivé číslo
- Součet dvanácti po sobě jdoucích prvočísel (7 + 11 + 13 + 17 + 19 + 23 + 29 + 31 + 37 + 41 + 43 + 47)

## Astronomie
- (318) Magdalena je planetka hlavního pásu, kterou objevil v roce 1891 Auguste Charlois
- Planeta Jupiter je asi 318krát hmotnější než Země

## Doprava
- Silnice II/318 je česká silnice II. třídy vedoucí na trase Častolovice – Synkov – Rychnov nad Kněžnou – Jaroslav – Hláska – II/310[1][2]

## Roky
- 318
- 318 př. n. l.